# Fiuggi Film Festival
Il Fiuggi Film Festival (FFF) è stato, fino al 2017, il primo festival cinematografico internazionale interamente dedicato alle famiglie e si caratterizza per la speciale attenzione rivolta alla formazione cinematografica dei giovani. Conosciuto precedentemente come Fiuggi Family Festival, dal 2015 prende il nome di Fiuggi Film Festival. Si svolgeva ogni anno, nell'ultima settimana di luglio, a Fiuggi.

## Storia e sviluppi
Nato nel 2008, per volontà di Gianni Astrei, medico pediatra e membro di spicco del Movimento per la Vita, il Fiuggi Family Festival si prepara ad inaugurare la sua X edizione (23 - 29 luglio 2017) perseguendo con tenacia la sua originaria vocazione cinematografica con il nome di Fiuggi Film Festival. Il FFF è e continua ad essere un contesto in cui la settima arte si offre, soprattutto ai giovani, in tutte le sue forme: intrattenimento, comunicazione, espressione, dialogo, condivisione, approfondimento. Arte è infatti ciò che di più alto l'uomo compie: attraverso il fare (tecnica) e l'agire (progetto e percorso di senso) l'uomo si avvicina alla possibilità di creare mondi nuovi, frutto del suo talento inventivo e della sua capacità espressiva. Il Cinema racchiude in sé, quale "officina delle immagini e scrittura di luce" (secondo la definizione del critico cinematografico e poeta Ricciotto Canudo - Manifesto della nascita della Settima Arte -1921), tutte le altre possibilità artistiche: Architettura, Musica, Pittura, Scultura, Poesia, Danza. Il Festival, organizzato da giovani per i giovani (e per chi si sente tale), vuole vivere di questa arte, aprendosi quindi a 360 gradi, offrendo spazi e attività, dialoghi e silenzi, musica e luce. Un anno fatto di attività quotidiane (produzione video, comunicazione, critica cinematografica, eventi, attività organizzative), una settimana -l'ultima di luglio- di vita condivisa in percorsi sempre nuovi, da raccontare fuori o dentro ai frame.
Nella suggestiva cornice della città termale di Fiuggi, l'evento, che ruota intorno ad un concorso internazionale per lungometraggi recenti ed inediti, generalmente stranieri e sottotitolati in italiano, e alla proiezione di opere recenti italiane in retrospettiva, offre un'esperienza di vacanza, con iniziative adatte a tutti: un concerto musicale, un Musical a tema, proiezioni all'aperto, incontro con ospiti, feste, e tante altre iniziative all'insegna dell'intrattenimento. I ragazzi possono partecipare con le loro famiglie o iscriversi quali giovani giurati per i quali è previsto l'alloggio in alberghi dedicati.

## La Giuria Giovani
Composta da cento ragazzi di età compresa tra i 16 e i 29 anni, la Giuria Giovani, introdotta nell'edizione 2014, visiona tutti i film in concorso, partecipa alla discussione sulle opere in gruppi guidati da tutor e in sessioni plenarie e assegna il Premio Giuria Giovani. Ogni ragazzo potrà scegliere un proprio percorso, a seconda dei campi di interesse,  tra le molte attività di formazione cinematografica proposte, guidato da professionisti del cinema e da autorevoli esponenti del panorama culturale italiano e internazionale. Seguendo il filo rosso dettato dal tema annuale, i giovani giurati potranno esplorare i caratteri distintivi dell'arte cinematografica e, soprattutto, il tema del rapporto tra cinema e vita, non trascurando gli apporti della migliore serialità televisiva degli ultimi anni.

## Le edizioni del FFF
Dal 2008 ad oggi sono circa 18.000 le presenze registrate ogni anno nella settimana del Festival. 8 le anteprime internazionali, 5-6 i film proiettati ogni giorno e più di 40 gli eventi che completano il palinsesto del Festival, inclusi gli incontri con ospiti noti al grande pubblico.
3 distinte giurie giudicano i film in concorso: la Giuria Ufficiale, composta da autorevoli esponenti del panorama culturale e cinematografico italiano, la Giuria Giovani, e la Giuria Stampa, composta dai giornalisti accreditati.

### La prima edizione (2008)
Family Village: Fonte Anticolana di Fiuggi
Film vincitore: Mille anni di buone preghiere di Wayne Wang
Anteprime: Le cronache di Narnia - Il principe Caspian

### La seconda edizione (2009)
Family Village: Terme di Bonifacio VIII di Fiuggi
Film vincitore: As We Forgive di Laura Waters Hinson.
Anteprime: Sansone

### La terza edizione (2010)
Family Village: Terme di Bonifacio VIII di Fiuggi
Tema: Progetto famiglia: dal sogno alla realtà
Film vincitore: From Time To Time di Julian Fellowes
Anteprime: L'era glaciale 3 - L'alba dei dinosauri

### La quarta edizione (2011)
Family Village: Centro Storico di Fiuggi
Tema: Il dinamismo delle relazioni
Film vincitore: Ways to Live Forever di Gustavo Ron
Anteprime: I Puffi; Diario di una schiappa 2 - La legge dei più grandi

### La quinta edizione (2012)
Family Village: Centro Storico di Fiuggi
Tema: Il bello della famiglia
Film vincitore: La Fille du puisatier di Daniel Auteuil

### La sesta edizione (2013)
Family Village: Centro Storico di Fiuggi
Tema: Tutti per uno
Film vincitore: Touch of the Light di Chang Jung-Chi

### La settima edizione (2014)
Family Village: Centro Storico di Fiuggi
Tema: Regalami un sorriso
Film vincitore: Nobody owns me di Kjell-Ake Andersson

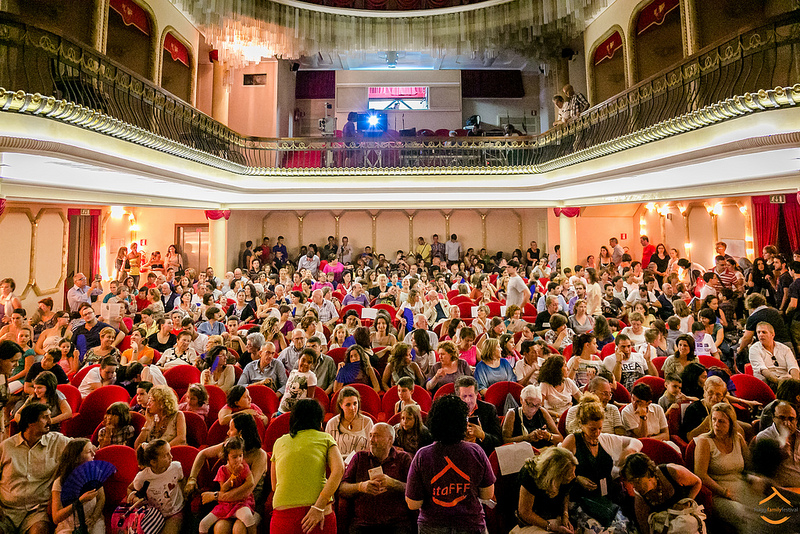
Il FFF al Teatro Comunale di Fiuggi

La settima edizione del Fiuggi Family Festival si è svolta dal 19 al 26 luglio 2014. A presiedere la Giuria Ufficiale, per la seconda volta, il regista Gennaro Nunziante, noto in Italia ed in Europa per aver diretto le commedie Cado dalle nubi (2009), Che bella giornata (2011), Sole a catinelle (2013), interpretate da Checco Zalone.
7 i film in concorso dal 23 al 26 luglio. In anteprima nazionale, fuori concorso, il lungometraggio Life feels good, film che celebra la vittoria della volontà umana sulle limitazioni imposte dalla disabilità, vincitore dellAudience Choice Award al Chicago International Film Festival 2013, del Best Picture Grand Prix e del Public Award al Montreal World Film Festival 2013. A Life feels good è stato tributato il primo Special Fiuggi Film Festival Award.
Novità della VII edizione l'introduzione di una Giuria Giovani, composta da ragazzi di età compresa tra i 14 e i 29 anni. I ragazzi che ne hanno fatto parte hanno avuto la possibilità di seguire un corso organizzato dalla Direzione Artistica del Fiuggi Family Festival, una vera e propria full immersion nel mondo del cinema, che ha compreso lezioni teoriche ed incontri con attori e registi. Obiettivo del corso è quello di fornire un primo approccio alla complessa realtà cinematografica, permettendo a chi nutre interesse per la “settima arte” di vivere un'avventura unica insieme a tanti altri giovani.
Tra gli ospiti della VII edizione il vincitore della terza edizione di Tale e Quale Show, l'attore e cantante Attilio Fontana. La Cerimonia di chiusura del FFF 2014, svoltasi sabato 26 luglio, è stata presentata da Fabrizio Frizzi.

### L'ottava edizione (2015) - Fiuggi Film Festival
Film Village: Centro Storico di Fiuggi
Tema: The dark side
Film vincitore: Un illustre inconnu (a.k.a. Nobody from Nowhere)
La pagina tematica del sito  è dedicata all'approfondimento del tema 2015 "The dark side".
L'ottava edizione del FFF si è svolta a Fiuggi dal 26 luglio al 1 agosto 2015.
Il festival ha confermato l’abituale ribalta mediatica che si è espressa ancor più generosamente sul web. La rassegna della stampa annovera nel 2015 circa 800 articoli e segnalazioni pubblicati da agenzie di stampa nazionali, quotidiani nazionali tra i quali anche la Repubblica e il Corriere della Sera, quotidiani regionali, periodici,  testate giornalistiche estere, e più di 800 testate online tra magazine, blog, portali e le edizioni web di quotidiani, periodici, radio e tv.
The Dark Side, tema dell'edizione, è stato al centro di un ambizioso programma internazionale di formazione cinematografica rivolto a studenti di istituti superiori e universitari che hanno scelto percorsi di studio o esperienze professionali nell’audiovisivo. Per tutti i ragazzi master class e workshop, suddivisi in due percorsi distinti per i giovani dai 14 ai 18 anni e per gli studenti universitari fino ai 29, e il ruolo ufficiale di Giurati per la selezione del miglior film in concorso. La scrittrice Susanna Tamaro ha presieduto quest’anno la Giuria ufficiale composta da Roberta Mazzoni, sceneggiatrice e regista; Daphne Sigismondi Archiviato il 7 maggio 2017 in Internet Archive., vicedirettrice della School of Cinematic Arts di Los Angeles; il docente universitario Luigino Bruni; il sociologo Giuliano Guzzo. Tra i tutor dei ragazzi Giorgio Avezzù, del Dipartimento di Scienze della Comunicazione e dello Spettacolo dell’Università Cattolica di Milano; e Nicola Lusuardi, sceneggiatore e story editor per il cinema e la televisione, docente presso il CSC e la scuola Holden. Francia, Norvegia, Paesi Bassi, Belgio e Cina, i Paesi di provenienza dei sette film del concorso internazionale tra i quali, in anteprima nazionale, The Finishers, di Nils Tavernier, Dearest, di Peter Chan; Nobody From Nowhere, di Matthieu Delaporte, e The Verdict, di Jan Verheyen; Sono stati oggetto di approfondimenti alcuni tra i migliori prodotti della serialità televisiva americana, tra i quali il premiatissimo Breaking Bad, ideato da Vince Gilligan e interpretato da Bryan Cranston. Tra gli appuntamenti collaterali anche un approfondimento sulla cinematografia cinese, organizzato dal direttore dello sviluppo internazionale del Festival, Airaldo Piva, in collaborazione con l’Istituto Confucio. Per l’occasione è stato proiettato, in presenza dello sceneggiatore e regista Zhang Xianfeng, il cortometraggio Rock-Paper-Scissors girato dall’Hengdian College of Film & TV. Inoltre un concerto musicale della Capone & Bungt Bangt, band che utilizza strumenti ricavati da materiali riciclati e un omaggio a Mario Monicelli in occasione del centenario della nascita con la presentazione del libro/intervista di Mariano Sabatini e Oriana Maerini dal titolo Intervista a Mario Monicelli – La sostenibile leggerezza del cinema. Tra gli ospiti anche Benji e Fede, giovanissimo duo, promessa della musica pop italiana. Mattatore della serata finale del festival l’attore, conduttore e regista Mario Acampa. Film vincitore del concorso internazionale Nobody From Nowhere, secondo film diretto dallo scrittore e drammaturgo francese Matthieu Delaporte proiettato in anteprima nazionale. Il premio della Stampa accreditata al festival ha scelto invece The Verdict, thriller giuridico del regista belga campione d’incassi Jan Verheyen. Al film di Delaporte è stato attribuito anche il Premio della Giuria Giovani accreditati al Festival e dei ragazzi di Arca Cinema Giovani. Al film A Thousand Times Goodnight, anch’esso in anteprima nazionale, del regista norvegese Erik Poppe, protagonisti Juliette Binoche e NiKolaj Coster-Waldau, è stata dedicata una menzione speciale dal Sindacato Cronisti Romani.
Da quest’anno inoltre l’FFF si è reinserito a pieno titolo tra i premi collaterali della Mostra del Cinema di Venezia. Tra i film italiani presentati alla 72ª Mostra, l’opera che meglio esprime il nuovo percorso del Fiuggi Film Festival è Non essere cattivo, di Claudio Caligari, terza ed ultima opera del cineasta scomparso lo scorso maggio. Al film è stato attribuito il tradizionale Premio Gianni Astrei (fondatore del Fiuggi Family Festival); il riconoscimento, annunciato nell’ambito del festival di Venezia, verrà quindi consegnato ufficialmente nel corso della nona edizione del Fiuggi Film Festival in programma a luglio 2016.

### La nona edizione (2016) - Fiuggi Film Festival
Film Village: Centro Storico di Fiuggi
Tema: Breaking chains
Film vincitore: Keeper e Magallanes ex aequo
La nona edizione del Fiuggi Film Festival si è svolta a Fiuggi dal 24 al 30 luglio 2016 con film in anteprima nazionale e cortometraggi inediti, concerti live, workshop e il nuovo mega schermo all’aperto con circa 250 posti. I contenuti: il debutto in assoluta anteprima mondiale di I Was There, di Jorge Valdés-Iga presente alla proiezione del suo film basato sulla storia di un pompiere sopravvissuto al crollo delle Torri Gemelle nel 2001; gli altri film in lizza, tutti in anteprima nazionale: Magallanes, regia e musica di Salvador del Solar, vincitore del Premio Goya per il miglior film latino-americano; Keeper, di Guillame Senez; The Memory of Water, di Matias Bizee, premiato come miglior regia al Festival de Cine Iberoamericano de Huelva;  Cloudy Sunday, di Manoussos Manoussakis, anch’esso presente a Fiuggi; Coconut Hero, del giovane regista tedesco Florian Cossen; The Weather Inside, di Isabelle Stever.  La giuria ufficiale ha avuto l'onore di avere quale presidente D’Amico Caterina D’Amico, già presidente dell’Accademia Nazionale d’Arte Drammatica Silvio d’Amico e della scuola Nazionale di Cinema,  Carlo Brancaleoni, dirigente Produzione Film di Esordio e Sperimentali Rai Cinema; Luciano Sovena, presidente della Fondazione Roma Lazio Film Commission; Simone Isola, regista e produttore di Kimerafilm; e Loreta Gandolfi, curatrice del Cambridge Film Festival.
Ricco il parterre degli ospiti: oltre a Valdés-Iga da Los Angeles; dalla Grecia il regista Manoussakis; e ancora Alex Infascelli e Emilio D’Alessandro, rispettivamente regista e protagonista del docu basato sulla storia di D’Alessandro, autista personale di Stanley Kubrick. Simone Isola, produttore di Non essere cattivo, il film postumo di Claudio Caligari presentato al festival in occasione dell’intitolazione a Fiuggi di una sala al regista italiano; Vincenzo Scuccimarra, sceneggiatore del documentario S is for Stanley; Alberto Caviglia, regista di Pecore in Erba, opera prima e pamphlet sull’antisemitismo in chiave satirica applauditissimo dalla platea fiuggina; Claudio Giovannesi, applaudito al recente Festival di Cannes con il suo film Fiore, Sabina Guzzanti, regista del documentario La trattativa; e Matteo De Laurentiis, produttore Cattleya. Non è mancato, come di consueto, l’evento musicale d’eccezione organizzato grazie alla sinergia con la rassegna Musica dietro le Quinte e affidato quest’anno al concerto live in esclusiva dei Mokadelic, il gruppo post-rock autore della colonna sonora della serie tv Gomorra.
Il direttore organizzativo Angelo Astrei ha presentato l'edizione zero di progetto editoriale dal titolo dai titoli di coda Credits-Storie dai titoli di coda.
Per il pubblico dei più giovani ogni giorno una serie di workshop di approfondimento sul videomaking e sulle serie televisive.
Vincenzo Scuccimarra è stato anche Presidente della giuria che ha assegnato il premio al concorso internazionale per lungometraggi
Tra i film italiani presentati alla 73ª Mostra del Cinema di Venezia, all'opera Indivisibili di Edoardo de Angelis è stato attribuito il tradizionale Premio Gianni Astrei (fondatore del Fiuggi Family Festival); il riconoscimento, annunciato nell’ambito del Festival di Venezia, verrà quindi consegnato ufficialmente nel corso della decima edizione del Fiuggi Film Festival in programma a luglio 2017.

### La decima edizione (2017) - Fiuggi Film Festival
Film Village: Fiuggi Fonte (23-29 luglio 2017)
Tema: Perspective
Film vincitore: "Compte tes Blessures" di Simon Morgan Simon (Francia, 2017)
Il Fiuggi Film Festival festeggia quest’anno i dieci anni di attività e di presenza stabile quale momento di incontro, conoscenza e condivisione di esperienze cinematografiche nei più vari settori, indirizzando il suo target soprattutto al mondo dei giovani.
I giovani giurati (più di cento ragazzi tra i 16 e i 26 anni), la giuria ufficiale costituita da esperti e volti noti, il pubblico accreditato, i residenti e i turisti del luogo, possono godere di una settimana di eventi legati al vasto mondo del cinema, organizzati in modo che ciascuno possa scegliere il “percorso” più adatto e interessante per sé, a qualsiasi ora, sia in sala che all’aperto.
Intorno al tema di questa edizione, “Perspective”, ruotano un concorso cinematografico internazionale di opere inedite, una sezione-retrospettive di cinema italiano, ospiti, Meet&Greet, Masterclass, Workshop, concerti e momenti festosi e conviviali.
L’evento è patrocinato dalla Camera di Commercio di Frosinone, dalla Regione Lazio, rientrando nel suo programma Estate 2017, dal Mibact, dalla Roma&Lazio Film Commission e dall’Accademia delle Belle Arti di Frosinone.
Oltre al sostegno degli enti pubblici, alcuni sponsor privati, collaborazioni tecniche e le donazioni dei soci rendono possibile lo svolgersi di una manifestazione di alto livello culturale e cinematografico, che ancora ha ampi margini di sviluppo delle sue potenzialità nel sostegno e nella promozione del territorio.
Nell’ordine le attività serali all’aperto nel piazzale antistante all’Officina della Memoria sono state:
Domenica 23 luglio è stato proiettato il film Indivisibili (Italia, 2016, di Edoardo De Angelis) alla presenza del produttore Pierpaolo Verga. Al film è stato consegnato il premio Gianni Astrei che l’Associazione aveva già attribuito durante la 73ª Mostra di Arte Cinematografica a venezia.
Lunedi 24 luglio il regista Alex Infascelli ha accompagnato la proiezione di Piccoli Crimini Coniugali (Italia, 2017, di Alex Infascelli).
Martedi 25 luglio la proiezione di Il Padre d’Italia (Italia, 2016, di Fabio Mollo) ha visto la presenza dell’attrice Anna Ferruzzo.
Mercoledi 26 luglio la piazza si è riempita per Il più Grande Sogno (Italia, 2016, di Michele Vannucci) con Mirko Frezza.
Giovedi 27 luglio abbiamo voluto ricordare il 25º anniversario del sacrificio di Falcone e Borsellino con una serata interamente dedicata alla lotta contro la mafia. La proiezione di Sicilian Ghost Story (Italia, 2017, di Fabio Grassadonia e Antonio Piazza) è sta seguita da una commemorazione con numerosi ospiti e la musica di Santino Cardamone.
Venerdi 28 luglio Profondo Rosso è stato proiettato all’aperto con la splendida colonna sonora eseguita dal vivo proprio dai Goblin che hanno tenuto anche un Live successivo.
Sabato 29 luglio sera ha visto la serata conclusiva con la consegna dei premi alla presenza di ospiti, condotta da Francesco Castelnuovo, e con i Daiana Lou in concerto.
Oltre agli eventi serali, intorno al tema di questa edizione, “Perspective”, hanno avuto luogo un concorso cinematografico internazionale di sette film stranieri, inediti, tutti in anteprima nazionale, ospiti, Meet &Greet, Masterclass, Workshop.
I giovani giurati (quasi cento ragazzi tra i 16 e i 26 anni), guidati da Riccardo Dal Ferro (filosofo, scrittore, blogger e fondatore di una scuola di scrittura creativa) e i giurati dei Cinecircoli Giovanili e dell'ARCA-Cinema Giovani, hanno giudicato e premiato i film in concorso e partecipato ai Workshop e ai Meet & Greet con Pierpaolo Verga (Produttore), Alex Infascelli (Regista); Federico Mauro (Creative Director), Maurizio Argentieri (Sound Designer), Luca Bigazzi (direttore della fotografia), Claudio Simonetti’s Goblin (musicisti), Riccardo Dal Ferro.
I film in concorso provenivano da:  
- Norvegia: “Hevn” (2105, di Kjersti Steinbø) 
- Estonia: “Pretenders” (2016, di Vallo Toomla)   
- Iran: “Daughter” (2016, di Reza Mirkarimi)   
- Svizzera: “Dark Fortune” (2016,di Stephan Haupt)    
- Israele: “Aka Nadia” (2015, di Tova Asher)   
- Galles,UK: “Library Suicides” (2016, di Euros Lyn)   
- Francia: “Compte tes Blessures” (2017, Morgan Simon)  
```
Il Premio Fiuggi Film Festival
 è andato a “
Compte tes blessures
” (Francia, 2017, Morgan Simon);
```

Arca Cinema Giovani ha consegnato il suo Premio a “Sicilian Ghost Story”;
il Premio Attore Rivelazione 2017 è stato consegnato a Mirko Frezza per “Il più Grande Sogno,”
e il Premio Miglior Cortometraggio della seconda edizione del Concorso di Short Film del Fiuggi Film Festival “A State Of Emergency” di Tarek Roehlinger.
L’Associazione ha realizzato eventi culturali collaterali di promozione cinematografica e ha immediatamente iniziato i lavori per l’11ª edizione (2018) del Fiuggi Film Festival assegnando alla 74.ma Mostra Internazionale d’Arte Cinematografica di Venezia, in collaborazione con Ente dello Spettacolo, il premio Gianni Astrei, al film Gatta Cenerentola diretto da Alessandro Rak, Ivan Cappiello, Marino Guarnieri e Dario Sansone. Sarà Gatta cenerentola quindi ad aprire l’edizione del 2018, già prevista dal 22 al 28 luglio.
Con tutti i giovani e coloro che lo desiderino, da gennaio 2017 il contatto è quotidiano ed elevato a potenza: sui Social Network, a partire dalla pagina fb, è attivo un progetto che prevede la realizzazione e la pubblicazione di un video al giorno, che parli di cinema, di 120 secondi #120secondiDiCinema

### I presidenti della Giuria Ufficiale
- I edizione: Pupi Avati
- II edizione: Alessandro D'Alatri
- III edizione: Luca Bernabei
- IV edizione: Gennaro Nunziante
- V edizione: Fernando Muraca
- VI edizione: Fernando Muraca
- VII edizione: Gennaro Nunziante
- VIII edizione: Susanna Tamaro
- IX edizione: Caterina D'Amico
- X edizione: Riccardo Dal Ferro

## Le retrospettive
Ogni anno il Fiuggi Film Festival dedica tre delle sue sale di proiezione alle retrospettive tematiche, ossia lungometraggi già distribuiti in Italia, che rivestono una particolare importanza dal punto di vista dei messaggi che veicolano. Uguale attenzione è riservata ai più giovani, con proiezioni di film d'animazione o lungometraggi per ragazzi. Durante la giornata è dedicato spazio anche a docufilm e proiezioni speciali, oltre ovviamente ai film in concorso accessibili gratuitamente a tutti i partecipanti.

## Kids Corner 2014
Il Fiuggi Film Festival non è solo cinema. Tutti gli anni viene dato anche spazio ad ogni forma di intrattenimento per grandi e piccini.

### Giochi e videogames
Il Fiuggi Film Festival ha inaugurato il 19 luglio 2014 il Kids Corner, un'area interamente dedicata ai bambini e ai ragazzi. Tante le attività previste, a cominciare dal Transformers Time. I più piccoli hanno potuto giocare in anteprima assoluta con i nuovissimi Transformers di casa Hasbro, dai One Step Magic ai Flip & Smash e Power Attackers, tratti dal kolossal firmato Michael Bay. I più grandi invece si sono sfidati con l'esclusivo videogame Activision, Transformers The Dark Spark, grazie a trepostazioni di gioco.
Activision inoltre ha proposto, con altre due postazioni interattive, il popolarissimo videogioco dedicato a Skylanders.

## Gli ospiti
Tra gli ospiti delle passate edizioni del Fiuggi Film Festival: Raffaella Carrà, Flavio Insinna, Carlo Delle Piane, Franco Fasano, Alessandro D'Alatri, Carlo Conti, Tiberio Timperi, Paola Saluzzi, Fabrizio Frizzi.

## Il Fiuggi Family Festival a Montecitorio

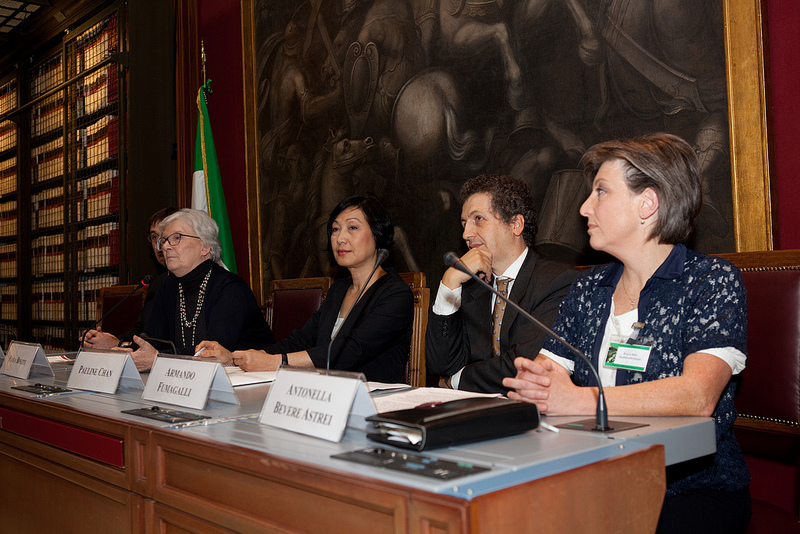
Evento di Proiezione di "33 postcards" alla Camera dei Deputati

In occasione della VI edizione del FFF, la Camera dei Deputati ha ospitato la proiezione di 33 Postcards, lungometraggio di Pauline Chan, cui il FFF ha tributato una menzione speciale.

## Premi

### Riconoscimento "Sindaco per la Famiglia"
Il riconoscimento è stato assegnato – in base al protocollo d'intesa Anci - FFF – per le iniziative adottate con delibera di giunta o di consiglio di particolare rilevanza nel sostenere la struttura della Famiglia.

### Premio "Gianni Astrei – Comune di Alatri"
Il Premio "Gianni Astrei – Comune di Alatri" è stato istituito in memoria del cittadino ed ex sindaco, Gianni Astrei, come testimonianza dell'onore che egli ha portato alla Città nelle attività culturali e sociali da lui promosse in tutta Italia. Considerando che la sua attività professionale, sociale e culturale ha avuto come tema dominante la difesa della vita umana
nonché quella della famiglia e che la proposta di maggiore rilevanza è stata l'ideazione e
l'organizzazione del Fiuggi Family Festival, l'Amministrazione Comunale di Alatri ha deciso di devolvere il premio annualmente alla persona, ente o società che, estranei allo staff organizzativo del Fiuggi Family Festival ed alla Giunta Comunale di Alatri, abbiano maggiormente contribuito alla realizzazione dell'evento secondo i criteri di sostegno, tutela
delle esigenze della famiglia nell'ambito culturale, ricreativo, politico, economico, artistico e sportivo, continuando e quindi portando a compimento l'idea e l'impegno del suo fondatore.

## Staff direttivo del Fiuggi Film Festival

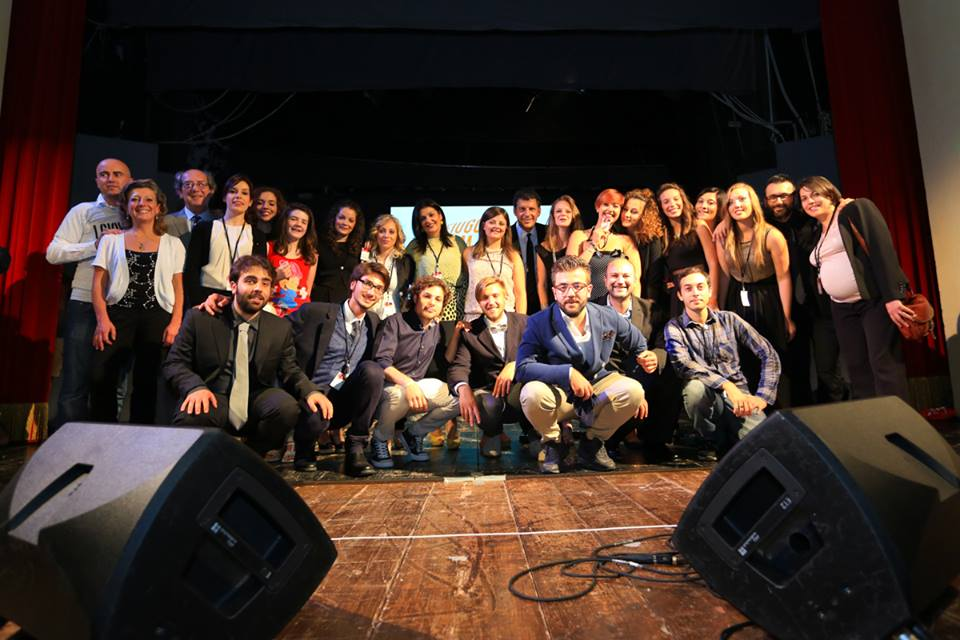
Lo staff del FFF 2014

- Direttore Artistico: Antonella Bevere
- Direttore Organizzativo: Angelo Astrei
- Direttore Ufficio Stampa: Paolo Piersanti

## Lo Staff dei giovani
Circa 30 giovani dalla prima edizione del FFF operano, in veste di volontari, all'interno del Film Village per garantire l'accoglienza degli ospiti e lo svolgimento di tutte le attività.